# Cosău
Cosău (în ucraineană Косів, transliterat: Kosiv) este orașul raional de reședință al raionului Cosău din regiunea Ivano-Frankivsk, Ucraina. În afara localității principale, nu cuprinde și alte sate.
Orașul are 8,5 mii de locuitori și este o importantă stațiune turustică în Carpații Ucrainei, precum și unul din cele mai mari centre ale artei populare huțule, fiind cunoscut mai ales pentru meșterii săi în prelucrarea lemnului și țesutul covoarelor.

## Demografie
Componența lingvistică a orașului Cosău
     Ucraineană (98,24%)
     Rusă (1,44%)
     Alte limbi (0,11%)
Conform recensământului din 2001, majoritatea populației orașului Cosău era vorbitoare de ucraineană (98,24%), existând în minoritate și vorbitori de rusă (1,44%).

## Istorie și tradiții
Orașul este menționat documentar pentru prima dată în anul 1424, în perioada cînd Pocuția făcea parte din Regatul Poloniei. Între 1498 și 1531, după cucerirea Pocuției de către Ștefan cel Mare, Cosăul s-a aflat sub stăpînire moldovenească, revenind ulterior, pina în anul 1772, în componența Poloniei. Între 1772 și 1918 a făcut parte din Imperiul Austriac. După primul război mondial a fost timp de cîteva luni controlat de autoritățile militare române, care vor ceda în anul 1919 Pocuția polonezilor. În septembrie 1939 orașul e anexat, ca și întreaga Polonie de Est, de URSS și atribuit RSS Ucrainene. În anul 1945 populația poloneză a orașului a fost expatriată în fostele teritorii germane atribuite de Conferința de la Potsdam Poloniei.
La Cosău există o mare piață de produse ale artei populare. Stațiunea dispune de o bază de schi dotată cu un funicular ce face legătura cu vârful muntelui Mihalkov (812 m). Orașul e cunoscut și pentru muzeul artei populare huțule și biserica Sf. Vasile (1895), monument al arhitecturii tradiționale huțule în lemn.
La Cosău s-a născut clasicul literaturii ucrainene Mihail Pavlik.